# Boa a palo

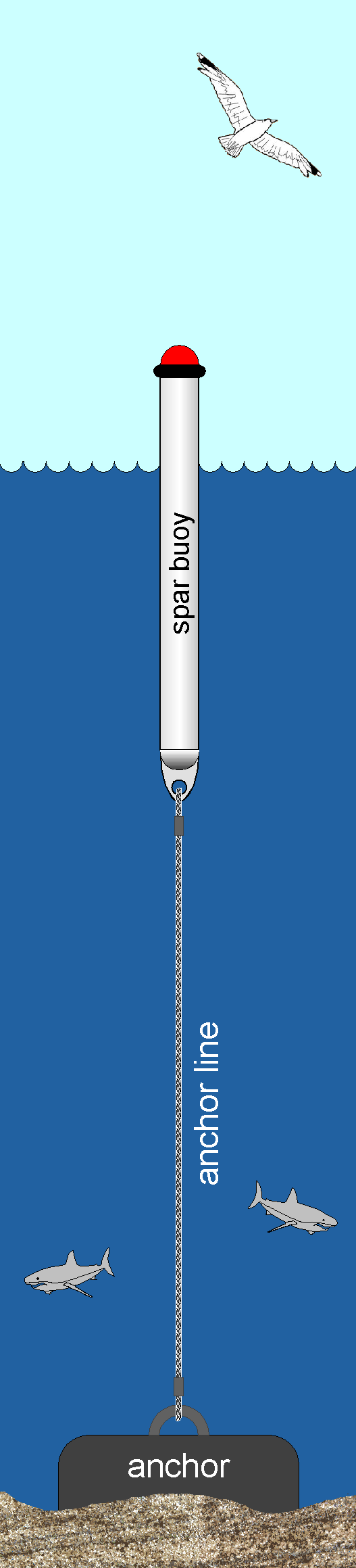
Lo schema di una boa a palo ancorata al fondale.

Una boa a palo è una particolare boa caratterizzata da un corpo lungo e stretto, che galleggia in posizione verticale.
A causa del grande volume immerso in acqua, risultano molto stabili nei confronti del moto ondoso, rendendole idonee per misurazioni oceanografiche. Opportuni dimensionamenti della superficie a contatto con l'acqua e della massa possono favorire la capacità di contrastare la forza delle onde, a differenza delle boe basse e larghe (tipo dischi) che tendono a seguire il moto ondoso.
Questo tipo di boa viene anche utilizzato come piattaforma per alloggiare strumentazioni per misurazioni correlate alle onde o alle interazioni tra l'aria e l'acqua.
Le dimensioni delle boe a palo variano da pochi metri fino a 30 m di lunghezza.
A volte, per far fronte a problemi di maneggevolezza, vengono lanciate in acqua tramite elicotteri.

## Altri utilizzi
Il principio di funzionamento della boa a palo viene utilizzato nella progettazione delle piattaforme petrolifere di tipo spar.

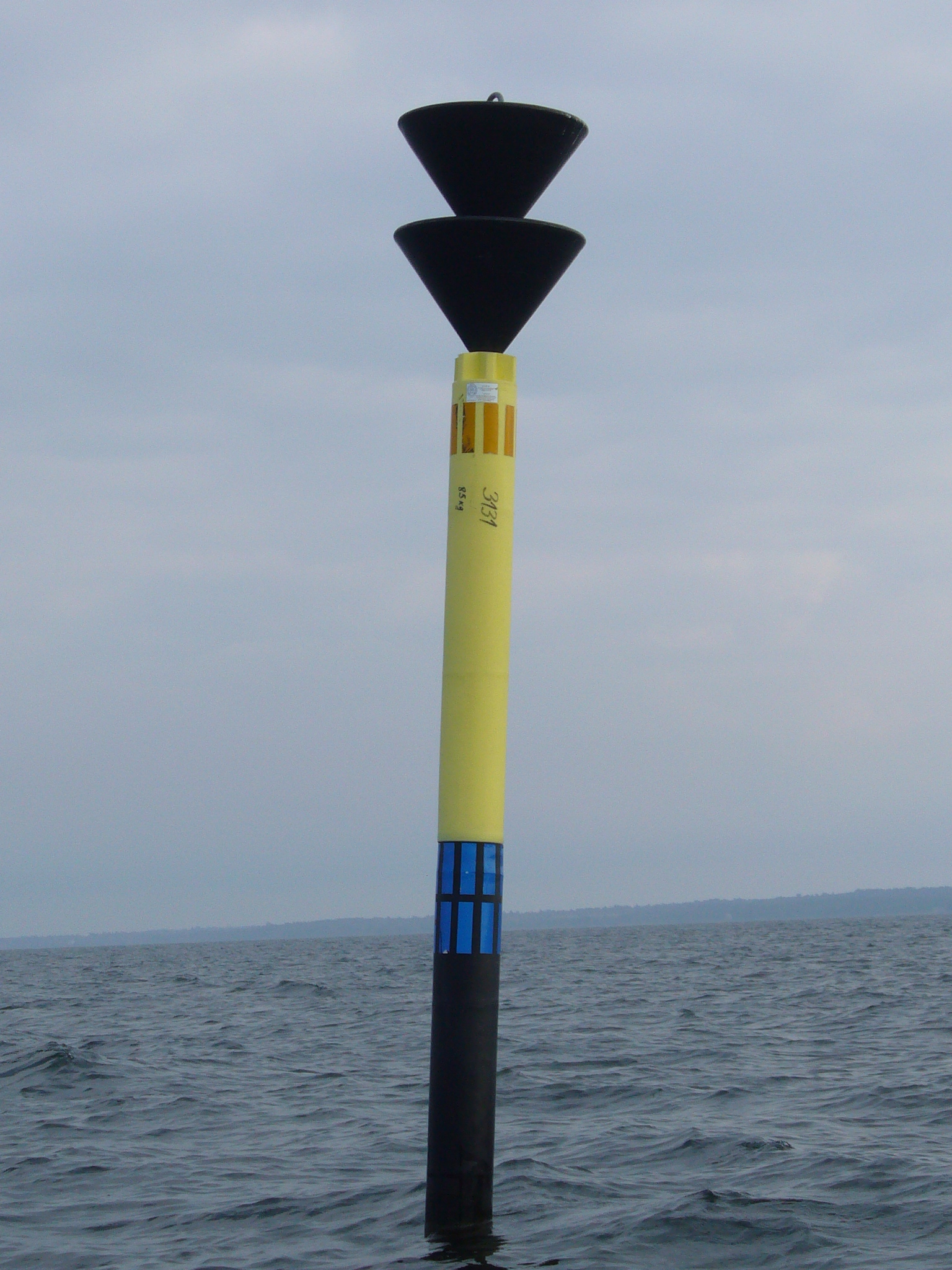
Una boa a palo nel Mar Baltico nei pressi della costa estone.